# أندريه تشميل
أندريه تشميل مواليد 22 يناير 1963 في خاباروفسك، هو دراج بلجيكي سابق في صنف سباق الدراجات على الطريق.

## روابط خارجية
- أندريه تشميل على موقع أرشيف الدراجات (الإنجليزية)
- أندريه تشميل على موقع إحصائيات الدراجات الإحترافية (الإنجليزية)
- أندريه تشميل على موقع CycleBase (الإنجليزية)
- أندريه تشميل على موقع أوليمبيديا (الإنجليزية)